# Ясудж
Ясу́дж (перс. یاسوج‎) — город в центральном Иране, административный центр провинции Кохгилуйе и Бойерахмед. На 2006 год население составляло 96 786 человек.
Термин Ясудж также используется для обозначения всего региона.
18 мая 2023 года город Мадаван и деревни Балахзар, Джадвал-э-Гуре-йе-Мехриан, Мадаван-е-Софла, Мехриан, Сараб-э-Таве, Сервак и Талль-Хосров вошли в состав города Ясудж.

## История
Территория Ясуджа была заселена еще в бронзовом веке. Находки включают Холмы Мучеников (датируемые 3-м тысячелетием до нашей эры), холм Хосрави ахеменского периода, древнее городище Герд, мост Патаве и кладбище Пай-э-Чол. Под Ясуджем находится горный перевал «Персидские ворота», где в 331 году до н. э. происходило сражение македонян под предводительством Александра Македонского с персами.
В музее Ясудж, открывшемся в 2002 году, представлены монеты, статуи, керамика и бронзовые сосуды, найденные во время  археологических раскопок в близлежащих местах.

## Экономика
Развито кустарное производство предметов народного творчества — ковры, корзины, мозаика. Имеется крупный кирпичный завод, а также завод по производству сахара.